# Agnifili
Gli Agnifili o Agnifili del Cardinale sono una famiglia patrizia dell'Aquila.

## Storia

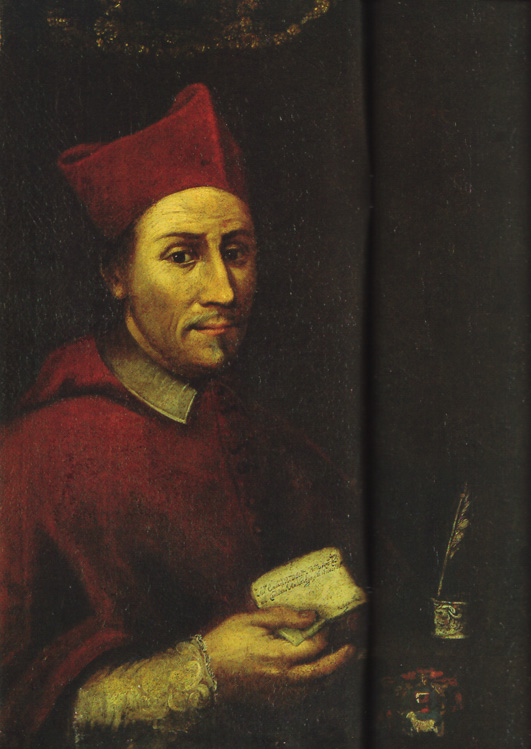
Il cardinale Amico Agnifili, vescovo dell'Aquila per due mandati tra il 1431 e il 1476

Il casato si ritiene abbia avuto origine con Amico Agnifili che, nato da un'umile famiglia di Rocca di Mezzo – i Coletta di Cecco, secondo alcune fonti – , una volta eletto vescovo dell'Aquila, adottò l'appellativo Agnifili (da Agniphilo, ossia «amico degli angeli»). Il vescovo si dotò inoltre di uno stemma araldico raffigurante un agnello sormontato da un libro, di cui esiste una versione murata su di un portale sito in Largo dell'Annicola, nel suo paese natale.
Grazie al prestigio acquisito dal vescovo Amico – che in seguito fu cardinale e candidato papa al conclave del 1471 – , la famiglia acquisì una notevole importanza divenendo in breve tempo una delle principali della regione; per il legame con il capostipite, era nota con l'aggiunta della specifica «del Cardinale». L'episcopato di Amico si suddivise in due mandati poiché, nel 1472 abdicò in favore del nipote Francesco Agnifili tornando poi ad occupare la sede vescovile, seppur per pochi mesi, alla morte di quest'ultimo.
Tra il XVI ed il XVII secolo, gli Agnifili si consolidarono come una delle famiglie più potenti dell'Aquila. A partire dal 1614, nell'ambito di un corposo processo di rinnovamento dell'oligarchia cittadina che si protrasse per tutto il XVII secolo, vissero invece un momento di crisi, venendo anche escluse dalla camera aquilana.
Tra gli altri esponenti familiari si cita un secondo Amico Agnifili – religioso, letterato e membro dell'Accademia dei Fortunati – e Francescantonio Agnifili – camerlengo dell'Aquila tra il 1737 e il 1739.

## Blasonatura
Spaccato: nel 1º d'argento all'agnello al naturale sormontato da un libro di rosso; nel 2º di verde.

## Residenze
Una delle originarie residenze aquilane degli Agnifili è l'edificio noto con il nome di Palazzo Salvati Agnifili, all'angolo tra la via Agnifili e via del Cardinale (con quest'ultimo appellativo che ricorda la popolare denominazione del casato in omaggio ad Amico Agnifili).

## Albero genealogico
|                               |                               |        |                              |                              |                                       |                                       |
|                               |                               | ?      |                              |                              |                                       |                                       |
|                               |                               |        |                              |                              |                                       |                                       |
|                               |                               |        |                              |                              |                                       |                                       |
| Nicola                        | Nicola                        |        | Paolo camerlengo dell'Aquila | Paolo camerlengo dell'Aquila | Amico cardinale e vescovo dell'Aquila | Amico cardinale e vescovo dell'Aquila |
|                               |                               |        |                              |                              |                                       |                                       |
|                               |                               |        |                              |                              |                                       |                                       |
| Francesco vescovo dell'Aquila | Francesco vescovo dell'Aquila | Andrea | Andrea                       | Giorgio                      | Giorgio                               |                                       |
|                               |                               |        |                              |                              |                                       |                                       |
|                               |                               |        |                              |                              |                                       |                                       |
|                               |                               |        |                              | Discendenti ·                |                                       |                                       |